# Weka (ptak)
Weka (Gallirallus australis) – gatunek nielotnego ptaka z rodziny chruścieli (Rallidae). Występuje endemicznie w Nowej Zelandii. Narażony na wyginięcie.

## Systematyka
Takson ten wykazuje znaczące zróżnicowanie geograficzne. Dawniej akceptowano nawet do ośmiu podgatunków, obecnie tylko cztery. Sytuację komplikuje duża zmienność osobnicza. Takson opisany jako Rallus troglodytes okazał się ciemną odmianą barwną weki.

## Podgatunki i zasięg występowania
Poszczególne podgatunki zamieszkują:
- G. australis australis (Sparrman, 1786) – podgatunek nominatywny; północna i zachodnia część Wyspy Południowej od regionu Nelson do Parku Narodowego Fiordland,
- G. australis greyi (Buller, 1888) – Wyspa Północna (w regionie Northland i w zatoce Poverty Bay),
- G. australis hectori (Hutton, 1874) – dawniej Wyspa Południowa, introdukowany na Wyspach Chatham,
- G. australis scotti (Ogilvie-Grant, 1905) – wyspy Stewart, Solander i Codfish.

## Morfologia
- samce: długość ciała 50–60 cm, rozpiętość skrzydeł 50–60 cm, masa ciała średnio 1050 g[7]
- samice: długość ciała 46–50 cm, masa ciała średnio 737 g[7]

Weka jest nielotem. Ma krótkie skrzydła, ale stosunkowo długi jak na nielota ogon. Mocny, spiczasty dziób jest różowoczerwony i ma ciemną końcówkę. Tęczówki czerwone, otoczone dwiema wąskimi, białymi półobrączkami. Solidne nogi i stopy czerwonawe. Samice są podobne upierzeniem do samców, są jednak nieco mniejsze, mają też jaśniejszą końcówkę dzioba.

## Ekologia

### Biotop
Weka występuje w różnych typach siedlisk od poziomu morza do około 1500 m n.p.m. Zamieszkuje głównie lasy, łąki, obszary krzewiaste, tereny podmokłe, plaże z gnijącymi wodorostami, strumienie pływowe i zatoki. Często dwiedza także siedliska antropogeniczne (tzn. powstałe w wyniku działalności człowieka), w tym trawniki, pastwiska, pola uprawne i plantacje. Preferuje niską, gęstą roślinność zapewniającą osłonę. Niekiedy spotykana jest w środowiskach zurbanizowanych.

### Pożywienie
Weka jest wszystkożerna i posiada zróżnicowaną dietę. Żywi się dżdżownicami, larwami, ślimakami, owadami i ich jajami, żabami, jaszczurkami, pająkami czy skorupiakami. Gatunek ten zabija także myszy, szczury i małe króliki. Atakuje również gniazda ptaków gniazdujących na ziemi, zjada jaja i pisklęta. Pokarm roślinny weki stanowią liście, trawa, jagody, opadłe owoce czy nasiona.

### Rozród
Jest to ptak monogamiczny i terytorialny. Gniazduje w samotnych parach. Lęgi (w liczbie do czterech rocznie) wyprowadza w ciągu całego roku, najczęściej od późnej wiosny do wczesnego lata. Gniazduje na ziemi, w gęstej osłonie roślinności, pod kłodami, skałami, a także w norach lub dziuplach drzew. Samica składa 2–4 jaja o barwie białawej do jasnoróżowej z ciemnymi plamkami. Oboje rodzice wysiadują przez 26–28 dni. Pisklęta opuszczają gniazdo wkrótce po wykluciu, zwykle po 2–3 dniach. W wieku jednego miesiąca są opierzone, ale przez kolejne 40–100 dni są jeszcze zależne od rodziców.

## Status, zagrożenia i ochrona
IUCN od 2000 roku uznaje wekę za gatunek narażony (VU, Vulnerable); wcześniej, od 1994 roku klasyfikowano ją jako gatunek bliski zagrożenia (LR/NT, Lower Risk/Near Threatened), a od 1988 jako gatunek najmniejszej troski (LR/LC, Lower Risk/Least Concern). Liczebność populacji w 2012 roku szacowano na około 107–177 tysięcy osobników, czyli mniej więcej 71–118 tysięcy osobników dorosłych. Globalny trend liczebności populacji uznawany jest za spadkowy. Do spadków liczebności przyczyniają się: niszczenie i degradacja siedlisk, częste przypadki śmierci na drogach, obecność introdukowanych ssaczych drapieżników i konkurentów o pożywienie, zmienność pogodowa w kolejnych latach (okresy suszy przeplatane powodziami), zjadanie przynęt stosowanych do zwalczania oposów i królików, być może także choroby. Z niektórych małych wysp ptak ten został usunięty w celu ochrony rodzimej fauny i flory. W celu ochrony weki prowadzone są jednak introdukcje i reintrodukcje tego gatunku na obszary na dwóch głównych wyspach Nowej Zelandii oraz na mniejsze wyspy, np. wymarły w swym naturalnym zasięgu podgatunek hectori został introdukowany na wyspy Chatham i Pitt.